# Joe Pantoliano
Joe Pantoliano (Hoboken (New Jersey), 12 september 1951) is een Amerikaans acteur. Hij speelde onder meer Cypher in The Matrix (1999) en Ralphie Cifaretto in HBO-serie The Sopranos. Voor de laatste won hij in 2003 een Emmy Award voor 'Outstanding Supporting Actor in a Drama Series'.

## Filmografie
- Monsignor (1982)
- The Final Terror (1983)
- Risky Business (1983)
- Eddie and the Cruisers (1983)
- The Goonies (1985)
- The Mean Season (1985)
- Running Scared (1986)
- Amazon Women on the Moon (1987)
- Empire of the Sun (1987)
- La Bamba (1987)
- The In Crowd (1988)
- Midnight Run (1988)
- Downtown (1990)
- The Last of the Finest (1990)
- El Diablo (1990)
- Short Time (1990)
- Backstreet Dreams (1990)
- The Fanelli Boys (1990)
- Zandalee (1991)
- Used People (1992)
- Three of Hearts (1993)
- Me and the Kid (1993)
- The Fugitive (1993)
- Calendar Girl (1993)
- Teresa's Tattoo (1994)
- Baby's Day Out (1994)
- The Last Word (1995)
- Steal Big, Steal Little (1995)
- Bad Boys (1995)
- Congo (1995)
- The Flight of the Dove (1994)
- The Immortals (1995)
- Bound (1996)
- Top of the World (1997)
- Tinseltown (1997)
- U.S. Marshals (1998)
- Hoods (1998)
- The Matrix (1999)
- New Blood (1999)
- Black and White (1999)
- Memento (2000)
- Ready To Rumble (2000)
- Cats & Dogs (2001) (stem)
- The Adventures of Pluto Nash (2002)
- Daredevil (2003)
- Bad Boys II (2003)
- Unknown (2006)
- Percy Jackson & the Olympians: The Lightning Thief (2010)
- Bad Boys For Life (2020)
- Bad Boys: Ride or Die (2024)
- The Last of Us (2025)